# Bagaraatan
Bagaraatan (Bagaraatan ostromi) – niewielki teropod o niepewnej pozycji systematycznej. Jego nazwa oznacza „mały myśliwy”. Występował w późnej kredzie.
Skamieliny tego teropoda znaleziono w formacji Nemegt (Mongolia, Azja). Osiągał 3–4 m długości. Holotyp tego dinozaura oznaczony jako ZPAL MgD-I/ 108 składa się z żuchwy (ok. 230 mm), części kości zębowej, kręgów neutralnych, dwudziestu kręgów ogonowych (80, 65, 44, 37 mm), kilku szewronów, niekompletnej kości biodrowej, części kości łonowej, części kości kulszowej, części kości udowej (ok. 350 mm), kości piszczelowej (365 mm, 380 mm ze stępem), kości strzałkowej (ok. 350 mm), kości piętowo-skokowej, pazura stopy II-2 (37 mm), pazura stopy IV-1 (34 mm).
Osmólska (1996) owe szczątki określiła jako ptakopodobne. Uznała bagaraatana za prymitywnego bazalnego celurozaura lub maniraptoroforma, dość blisko spokrewnionego z przodkami dromeozaurów. Zauważyła również pewne podobieństwa z ceratozaurami Od tej pory bagaraatan był różnie klasyfikowany. Csiki and Grigorescu (1998) wykazali jego podobieństwo do kilku teropodów o niepewnej pozycji systematycznej (Elopteryx, Heptasteornis i ) oraz niekompletnej kości udowej abelizaura oznaczonej jako FGGUB R.351. Holtz (2000) zaklasyfikował go jako bardziej bazalnego od tyranozauroidów, maniraptoriformów i kompsognatów, ale bardziej zaawansowanego od proceratozaura, ornitolestesa, celura i scipionyksa. Longrich (2001) uznał bagaratana. w 2002 został uznany za bazalnego tyranozauroida lub maniraptora (Holtz, 2002, DML). Coria i inni (2002) uznali go za troodonta a Oliver Rauhut za maniraptora spokrewnionego z enigmozaurem i przedstawicieli Paraaves. Holtz w 2004 uznał bagarataana za najbardziej bazalnego tyranozauroida (dilong i guanlong nie były wtedy jeszcze znane). Carr (2005) uznał bagaraatana za przedstawiciela albertozaurów, będącego taksonem siostrzanym dla appalachiozaura. Niektóre kości stawu kolanowego przypominają te karnozaurów a nóg ornitomimozaurów.